# Tenshin Bukō-ryū Heihō
Le Tenshin Bukō-ryū Heihō (anciennement Toda-ha Bukō-ryū) est un art martial japonais.

## Histoire
L’école Tenshin Bukō-ryū vient de l’école Toda-ryu, fondée par Toda Seigen à une époque d’intenses conflits politiques et militaires, connue sous le nom de Sengoku-jidai (1490-1600). Toda Seigen était alors un disciple renommé de l’école Chujō-ryū connu pour son habileté au sabre court. Cette école était, à la base, une école de sogo bujutsu ryu (une école de Ju-jitsu), un enseignement pratique et philosophique des arts martiaux en général. C’est pourquoi son apprentissage englobait un ensemble varié d’armes et de tactiques de guerre de l’époque. D’année en année, un nombre d’écoles se détachèrent de la tradition Toda-ryu pour se spécialiser dans certains domaines sur la base de l’école « mère ». C'est ainsi que furent créées l’école Kiraku-ryu et la Tenshin Buko-ryu qui allait se spécifier dans la pratique du naginata, bien qu’ayant gardé un grand nombre d’autres armes en parallèle.
À la suite d’une maladie, Seigen perdit la vue, et confia, dès lors, sa place de maître de cet art familial à son plus jeune frère, Kagemasa, un vassal de la famille Maeda de Kaga (actuelle préfecture d'Ishikawa). Vers la fin du XVIe siècle l’école Toda-ryu se fit une renommée dans la région de Kantō. Hōjō Ujikuni, à la tête du château de Hachigata (actuellement dans la préfecture de Saitama), devint la deuxième figure marquante de ce qu’on appelle maintenant la lignée des Buko-ryu. Son épouse, Daifuku Gozen, lui succéda et devint ainsi la première femme à la tête de l’école. Elle était extrêmement habile avec une naginata, et aurait pris la tête d’un groupe de femmes pour combattre les forces de Toyotomi à la bataille du château d'Odawara. Elle se donna la mort à la fin de cette bataille, à la suite de la victoire des troupes de Toyotomi à l'issue du siège d'Odawara.
L’école passa ensuite dans la famille Suneya et y resta pour 11 générations. L’un des maîtres les plus connus de l’école fut Suneya Ryosuke Takeyuki (1795-1875). Il était le 13e maître de l’école Toda-ryu, admiré pour son adresse au Kogen Ittō-ryū kenjutsu, il fut le professeur d’art martiaux de la famille Mizumo de Shingu (actuellement dans la préfecture de Wakayama). Jusqu'à ce qu’il se retire au pied du mont Bukō, dans la préfecture de Saitama, où il prit le nom de Bokusai et renomma l’école en Toda-ha Buko-ryu. Aucun document ne donne la raison de ce changement, ni quand elle eut exactement lieux, mais on pense que Bokusai estimait que l’école avait tellement changé, qu’il lui fallait un nouveau nom. Son épouse, Sakoto, fut à la tête de l’école juste après lui et depuis, les personnes qui lui ont succédé, jusqu'à la 19e génération, ont toutes été des femmes.
À la mort de la 19e dirigeante de l’école, Nitta Suzuo (dont le nom fut changé en Suzuyo, car toutes les dirigeantes de l’école voient leur nom « rehaussé » d’un suffixe masculin), en 2008, Nakamura Yoichi lui succéda en tant que 20e maître. Il nomma peu de temps avant sa mort en 2012 Kent Sorensen, alors en charge du dojo central de Funabashi dans la préfecture de Chiba, sōkedairi de l'école.
En 2022, Sorensen, avec le soutien des shihan (instructeurs certifiés de haut niveau), a initié un renouveau de l'école, changeant alors son nom en Tenshin Bukō-ryū heihō.

## Pédagogie

### Apprentissage
Il y a trois niveaux d’apprentissage technique dans la Tenshin Buko-ryu : 
- Shoden (enseignant de base) ;
- Chuden (enseignant de niveau intermédiaire) ;
- Okuden (enseignant avancé).

Traditionnellement ces niveaux sont reconnus par un kirigami menkyo (un diplôme manuscrit) portant le sceaux de l’école et le nom de la personne ayant obtenu le diplôme ainsi le nom du professeur. Au-delà du niveau Okuden, on octroie les mokuroku sous forme de makimono (rouleaux), et au-delà les bestu mokuroku endin. Il y a, en parallèle, plusieurs niveaux d’instructeurs pour les personnes reconnues officiellement comme étant en droit d’enseigner la Tenshin Buko-ryu : le shihan-dai (enseignant ou assistant) et le shihan (enseignant de haut niveaux). Ceux-ci se présentent sous forme de kirigami.
Littéralement, "mokuroku" signifie une liste d’éléments. Dans le cas d’une licence d’arts martiaux traditionnels, il s’agit d’une liste de techniques et de concepts esthétiquement particuliers à l’école ou ryu. Le Keizu est aussi important, il s’agit de la lignée de l’école qui commence avec le fondateur, ou la divinité tutrice, et est suivi des noms de tous les maîtres à la tête de l’école et se termine par le maître actuel. Dans certains cas, le nom d’un enseignant peut y être ajouté, sans avoir été à la tête de l’école.
L’entraînement à la Buko-ryu consiste uniquement en un ensemble d’exercices codifiés et de kata. Cet entraînement est conçu pour un homme vêtu d'un gusoku (armure lourde portée par les combattants à pied de la fin de l’époque Sengoku Jidai) pour les affrontements des champs de batailles, utilisant ou faisant face à une grande variété d’armes. Tous les katas consistent en un enchaînement de mouvements devant être réalisés à grande vitesse. Ceci afin de développer la force, l’endurance et l’agilité mais aussi la capacité à exploiter la moindre faiblesse physique ou psychologique de son adversaire. De plus, certaines techniques sont étudiées afin de pouvoir combattre dans des conditions bien particulières comme affronter un ennemi à cheval ou se lancer à l’assaut d’un bateau ou encore des combats rapprochés dans des espaces exigus. Les kata de la Buko-ryu aident ainsi le pratiquant à gérer le rôle d’attaquant et la défense de celui-ci au cours d’un entraînement intensif mais sans crainte de blessures.
Malgré les spécificités de chaque koryu dans la manière de modeler son curriculum, les principes d’entraînement suivis communément sont les mêmes que dans toute instruction sportive; allant du plus simple au plus compliqué.
Les principes particuliers et variables de distance, vitesse d’exécution, équilibre, de l’usage correct de la force, de l’effet de levier et du contrôle de la respiration ainsi que les caractéristiques de chaque arme sont enseignées de manière systématique. Les techniques avancées ne sont pas toujours les plus impressionnantes, mais il y a bien d’autres aspects techniques important que la vitesse, la démonstration physique voire acrobatique. N’oublions pas que les arts martiaux n’ont pas été pensés pour divertir un public, ainsi le plus complexe des kata peut paraître très simple pour un non initié.

### Les armes
Les armes utilisées a l’entraînement de la Buko-ryu sont en chêne blanc (shirogashi) ou en néflier du Japon (biwa), ceux-ci étant plus résistants dans le temps et moins coûteux que le métal, et, bien sûr, moins dangereux pour un entraînement. Comme elles étaient prévues pour combattre sur les champs de bataille, les armes utilisées dans la Buko-ryu sont plus grandes et plus lourdes que celles utilisées dans d’autres écoles de naginata, historiquement plus jeunes que la Tenshin Buko-ryu. Ainsi les techniques de cette école semblent plus lourdes que celles de la Tendo-ryu ou encore la Jishinkage-ryu.
Après une période passée à se familiariser avec le maniement de la Naginata au moyen de la pratique de mouvements de base simples (Kihon) - que le pratiquant continuera d'ailleurs à exécuter toute sa vie d'entraînement à chaque cours, la pratique, le développement et le perfectionnement du pratiquant se fait au moyen de la répétition inlassable des kata (formes d'exercices pré-arrangées) qui composent le curriculum de la tradition.
Il y a 51 techniques (waza) propres à la ryu :
- 36 dans la hon mokuroku (curriculum principale) qui se concentrent sur la naginata face à toute une gamme d’autres armes
  - Transmission de base :
    - Tachi Awase no Koto : su naginata vs tachi (sabre)
    - Ai Naginata no Koto : su naginata vs su naginata

  - Transmission intermédiaire :
    - Yari Irimi no Koto : su naginata vs yari (lance)
    - Kusarigama Aiki no Koto : su naginata vs kusarigama (faucille avec chaîne)

  - Transmission profonde :
    - Kagitsuki Naginata Tachi Awase no Koto : kagitsuki naginata vs Tachi (sabre)
    - Kagitsuki Naginata Yari Awase no Koto : kagitsuki naginata vs yari (lance). Cette arme est particulière à cette école et n’est étudiée qu’à un niveau avancé face au tachi et au yari. Il s’agit, en fait d’une naginata dont le tsuba est remplacé par une barre transversale.

- 15 dans la betsu mokuroku (curriculum séparé) : considéré comme un curriculum de recherche, il n'est enseigné qu'aux pratiquants de bon niveau et se compose de 3 séries :
  - Bojutsu Goten Bunrei: rokushaku bo (un bâton ; représentant une naginata brisée) vs tachi
  - Kusarigama Tachi Goten Bunrei: kusarigama vs tachi
  - Nagamaki Gokui Goten Bunrei: nagamaki (lourde naginata dont les proportions de manche et de lame diffèrede la su naginata) vs tachi

Il faut noter que dans le hon mokuroku, l'accent est mis sur le développement de la dextérité de shidachi à manier la naginata, spécialité de l'école. Au contraire, dans le betsu mokuroku, shidachi, avec des armes différentes, s'oppose à ukedachi, armé du seul Tachi (sabre), ce qui indique bien que, pour le guerrier classique japonais (Bushi), l'arme principale était le sabre et qu'il devait aussi bien connaître les principes inhérents à la pratique des autres armes qui pouvaient lui être opposées.

### Les kata
Les kata se pratiquent à deux : 
- shidachi, "le sabre qui fait", "la lame qui fait", le junior, celui qui exécute, celui qui apprend le maniement de la naginata.
- ukedachi, "le sabre qui reçoit", ici le senior, celui qui aide, qui conduit shidachi sur le long chemin rigoureux de l'apprentissage.

L'ukedachi a un rôle essentiel. Pour un observateur extérieur, lors de l'exécution d'un kata, shidachi gagne et ukedachi perd. C'est évidemment intentionnel. Ukedachi accepte de perdre pour développer les qualités physiques et morales exigées d'un bon shidachi: engagement, endurance, persévérance, combativité, compréhension des notions de rythme, distance de combat, entrée, ouverture, contrôle de l'adversaire, contrôle respiratoire, concentration…, en sus des qualités techniques inhérentes à un bon maniement des armes. Pour attirer shidachi jusqu'à son propre niveau et même le pousser au-delà, ukedachi, quant à lui, doit, en plus de qualités techniques et mentales éprouvées, posséder un "cœur" humble et large. Ainsi, shidachi aura toutes les chances de devenir lui aussi un bon ukedachi. Shidachi et ukedachi ont donc pour rôle de se compléter réciproquement.
La garde takagasumi (kamae) est la plus caractéristique des techniques de naginata de la Buko-ryu. L’arme est maintenue au-dessus de la tête, la lame pointée vers les yeux de l’ennemi, le tranchant dirigé vers le haut. Beaucoup de mouvements sont possibles au départ de cette garde, tant des coupes que des parades. Une des tactiques de diversion les plus connues, au départ de cette garde est le kasumi (position dans la brume). Ainsi la lame est rapidement déplacée de haut en bas suivant un demi-cercle dont le centre est le coude de la main arrière. Ceci permet de jauger son adversaire, le déconcentrer ou encore lancer une attaque rapide à la tête ou à la nuque.
Les autres gardes sont hasso (comparable au hasso des autres écoles), ura hasso (ressemble à wakigamae), irimi (sorte de gedan plus éloignée du corps), kowaki et hira. Chaque garde peut s’inverser sauf kowaki pour laquelle le sabre est dans le chemin pour la prendre de l’autre côté.
Par contre les gardes chudan et seigan sont beaucoup utilisées avec la kagitsuki naginata, pointant la lame vers la gorge de l’adversaire. Cette position permet au pratiquant de déjouer facilement les ruses de son adversaire et esquiver ses assauts dans un mouvement nommer makisute, une sorte de mise à l’écart de l’arme adverse au moyen d’une tactique typique de cette école.
Le sabre est utilisé, dans cette école, en garde hidari jodan ou en migi chudan/seigan. Ces positions sont globalement plus basses que dans le kendo moderne, et sont typique des kaisha kempo (combattant en armure). Ceci rend les mouvements de contre-attaque de naginata beaucoup plus difficiles, tout en permettant au sabre, des attaques directes. Les techniques de lance (yari) de la Buko-ryu n’utilise que la garde chudan, bien que le lancier tentera des attaques à la tête, aux jambes et le torse. Les gardes utilisées avec le kusarigama bien que très variées, sont le plus souvent des variations de jodan, ce qui permet une meilleure utilisation de la chaîne et de son poids. Cette position est également excellente pour parer des attaques avec la lame, pour couper ou même attraper l’adversaire.
L’apprentissage commence par le rôle du shidachi (la personne qui « remporte » le kata) dans les kata de ai naginata (naginata vs naginata). Plus tard lorsque les pratiquants ont acquis une certaine dextérité dans ce rôle, on leur enseignera les mouvements de l’ukedachi (qui peut être traduit par « receveur » ).
Seulement après avoir assimilé les deux rôles des 11 ai naginata waza, on abordera les 5 techniques de naginata tachi awase kata (naginata vs. tachi). Bien que les techniques de tachi soient les premières dans la liste des densho, les techniques de ai naginata sont les premières enseignées aux débutants. Cette inversion dans l’ordre d’apprentissage est récent, mais nécessaire afin de se familiariser avec l’arme, chose que n’aurait pas dû faire un bushi digne de ce nom, par le passé.
Chaque enseignement technique est basée sur ceux qui le précèdent, il est, dès lors, capital de suivre l’apprentissage dans le bon ordre. Surtout pour les techniques opposant naginata et yari, qui nécessitent un timing précis, une excellente coordination des mouvements et une utilisation précise de la naginata, afin d’éviter les attaques rapides de la lance. Cette étude est longue et laborieuse et ne peut être précipitée.
Un autre exemple significatif de l’utilisation des techniques déjà apprises sur lesquelles se base la suite de l’enseignement, est les kata opposant la Naginata et le kusarigama. Cette opposition entre une arme lourde et une arme légère et courte est assez inhabituelle et plutôt inattendue pour une école comme la Buko-ryu qui se concentre sur les combats de champs de bataille. En effet le kusarigama n’est pas une arme très efficace face à un combattant en armure, et s’utilise plutôt en duel, ou en embuscade.
La présence de ces techniques est exprimée au travers des termes aiki no koto, écrits aux côtés de naginata kusarigama awase (naginata vs. kusarigama). Cela fait allusion à l’aptitude de l’ukedachi à gérer le timing et sa respiration (kokyu) mais aussi son esprit combatif (seishin ryoku) face aux coupes directes du shidachi. Les deux pratiquants doivent développer leur aptitude à observer et comprendre les mouvements de l’arme ennemie, sans enchainer trop systématiquement une séquence pré-arrangée de mouvements.
Les attaques visent, en général; la nuque, la taille, les articulations et les faces internes des bras et des jambes qui sont les points faibles des armures. L’ishizuki est parfois utilisé pour piquer ou blesser l’adversaire ou encore pour écarter l’armure afin de porter une coupe. Les défenses, parades ou réception effectuées dans la Buko-ryu sont pensées pour enchainer directement par une offensive, profitant de la surprise ou de l’ouverture provoquée par la manœuvre. L’échange d’initiative est très représentatif de la dynamique des katas de l’école Tenshin Buko-ryu. Il ne s’agit pas de combats réels, mais ce constant changement de sens (initiative de combat) est censé représenter la réalité du champ de bataille. Le timing et la distance peuvent légèrement varier et les séquences peuvent alterner les parties visées. Ces variations sont enseignées au travers des kuzushi (analyse du kata).
Après avoir bien assimilé les différents katas, il est possible d’essayer différentes variantes, et d’envisager d’autres situations et issues pour un kata de base. Ceci ne doit être autorisé qu’à des pratiquants expérimentés ou encore sous la supervision d’un professeur afin d’éviter les accidents. La ryu essaye ainsi d’accroître l’esprit combatif, mais aussi la vigilance, l’observation et la technique des pratiquants. Bien que notre monde réserve peu de place à la pratique du naginata, ces compétences méritent d’être cultivées car elles peuvent servir dans bien des domaines.